# Association Internationale des Jeunes Avocats
De Association Internationale des Jeunes Avocats, beter bekend als AIJA, is een wereldwijde vereniging van carrière-bouwende advocaten en bedrijfsjuristen. AIJA organiseert overal ter wereld, maar voornamelijk in Europa en de Amerika's, congressen, conferenties en seminaries over een brede waaier van juridische onderwerpen.
AIJA werd opgericht in Luxemburg in 1962, heeft meer dan 3.000 leden in meer dan 80 landen, en is aldus uitgegroeid tot de enige vereniging van jonge advocaten en bedrijfsjuristen die wereldwijd actief is. Zij biedt haar leden opleidingen in diverse juridische vakgebieden, en een forum waar advocaten en bedrijfsjuristen van alle landen elkaar kunnen ontmoeten.
Hoewel de voertaal in AIJA initieel het Frans was, is de focus gaandeweg steeds meer bij het Engels komen te liggen.

## Bestuur

### Huidig bestuur
Het bestuur van AIJA wordt waargenomen door een Bureau dat samengesteld is uit vijf leden:
| Functie             | Naam              | Stad      | Land        |
| ------------------- | ----------------- | --------- | ----------- |
| Voorzitter          | Anita Schläpfer   | Zürich    | Zwitserland |
| Pro-voorzitter      | Thierry Aballéa   | Parijs    | Frankrijk   |
| Inkomend voorzitter | Dirk Nuyts        | Brussel   | België      |
| Secretaris-Generaal | Nicolas Thieltgen | Luxemburg | Luxemburg   |
| Schatbewaarder      | Philippe Notter   | Bern      | Zwitserland |

Bepaalde bevoegdheden komen ook toe aan het Executive Committee.

### Ere-Voorzitters
| Jaar | Naam                           | Stad              | Land             |
| ---- | ------------------------------ | ----------------- | ---------------- |
| 1962 | G.P. Langlois                  | Parijs            | Frankrijk        |
| 1963 | Alain Caille                   | Rijsel            | Frankrijk        |
| 1964 | Fernand Probst                 | Luxemburg         | Luxemburg        |
| 1965 | Vincent Cardinaux              | Genève            | Zwitserland      |
| 1966 | Roger Dalcq                    | Brussel           | België           |
| 1967 | Franz-Jozef Wittmann           | München           | Duitsland        |
| 1968 | Nicolas Antonopoulos           | Athene            | Griekenland      |
| 1969 | John A.E. Young                | Sevenoaks         | Groot-Brittannië |
| 1970 | Antonio Placencia Monleon      | Barcelona         | Spanje           |
| 1971 | Moussa Prince                  | Beiroet           | Libanon          |
| 1972 | Mario Scamoni                  | Rome              | Italië           |
| 1973 | Jacques Hochstaetter           | Genève            | Zwitserland      |
| 1974 | Philippe Jacob                 | Parijs            | Frankrijk        |
| 1975 | Marc Willemart                 | Brussel           | België           |
| 1976 | Konrad Meingast                | Gmunden           | Oostenrijk       |
| 1977 | Herro Gurland                  | Keulen            | Duitsland        |
| 1978 | Anne-Marie Trahan              | Montreal          | Canada           |
| 1979 | Charles Anthony Slingsby       | Londen            | Groot-Brittannië |
| 1980 | Christian Dieryck              | Antwerpen         | België           |
| 1981 | Eduardo Ruiz De Luna Y Brugues | Barcelona         | Spanje           |
| 1982 | Paul-Rolf Meurs-Gerken         | Kopenhagen        | Denemarken       |
| 1983 | Walter George Semple           | Glasgow           | Groot-Brittannië |
| 1984 | Giovanni De Berti              | Milaan            | Italië           |
| 1985 | Jean-Daniel Théraulaz          | Lausanne          | Zwitserland      |
| 1986 | Michael Carrigan               | Dublin            | Ierland          |
| 1987 | Murray S. Levin                | Philadelphia      | Verenigde Staten |
| 1988 | Edo Th. Groenewald             | Amsterdam         | Nederland        |
| 1989 | Thierry Garby                  | Parijs            | Frankrijk        |
| 1990 | Hugo Pinheiro Torres           | Lissabon          | Portugal         |
| 1991 | Siegfried H. Elsing            | Düsseldorf        | Duitsland        |
| 1992 | Elisabet Fura-Sandstroem       | Straatsburg       | Frankrijk        |
| 1993 | Marie-Anne Bastin              | Brussel           | België           |
| 1994 | Douglas Hornung                | Genève            | Zwitserland      |
| 1995 | Ronald R. Allen Jr.            | New York          | Verenigde Staten |
| 1996 | Guy Harles                     | Luxemburg         | Luxemburg        |
| 1997 | Jean-Yves Feltesse             | Parijs            | Frankrijk        |
| 1998 | Horacio Bernardes Neto         | Sao Paolo         | Brazilië         |
| 1999 | Felix R. Ehrat                 | Zürich            | Zwitserland      |
| 2000 | Malcolm McNeil                 | Los Angeles       | Verenigde Staten |
| 2001 | Michelle Sindler               | Londen            | Groot-Brittannië |
| 2002 | Adi Seffer                     | Frankfurt-am-Main | Duitsland        |
| 2003 | Claudio Cocuzza                | Milaan            | Italië           |
| 2004 | Miguel De Avillez Pereira      | Lissabon          | Portugal         |
| 2005 | Frans Duynstee                 | Amsterdam         | Nederland        |
| 2006 | Nicole Van Ranst               | Brussel           | België           |
| 2007 | Christian Lundgren             | Kopenhagen        | Denemarken       |
| 2008 | Pär Remnelid                   | Malmö             | Zweden           |
| 2009 | Duarte Athayde                 | Lissabon          | Portugal         |
| 2010 | Saverio Lembo                  | Genève            | Zwitserland      |

### Ere-Secretarissen-Generaal
| Periode   | Naam                         | Stad      | Land        |
| --------- | ---------------------------- | --------- | ----------- |
| 1962-1964 | George Poulle                | Parijs    | Frankrijk   |
| 1964-1972 | Jean-Claude Wolter           | Luxemburg | Luxemburg   |
| 1972-1980 | Albert-Louis Dupont-Willemin | Genève    | Zwitserland |
| 1980-1982 | Klaus Gunther                | Keulen    | Duitsland   |
| 1982-1988 | Emmanuel Hayaux Du Tilly     | Parijs    | Frankrijk   |
| 1988-1992 | Philippe Xavier-Bender       | Parijs    | Frankrijk   |
| 1992-1996 | Jérôme Depondt               | Parijs    | Frankrijk   |
| 1996-2001 | Etienne Rocher               | Parijs    | Frankrijk   |
| 2001-2005 | Mark Kerger                  | Luxemburg | Luxemburg   |
| 2005-2007 | Duarte De Athayde            | Lissabon  | Portugal    |
| 2007-2009 | Agnès Proton                 | Cannes    | Frankrijk   |

### Ere-Schatbewaarders
| Periode   | Naam                   | Stad      | Land      |
| --------- | ---------------------- | --------- | --------- |
| 1962-?    | D.H. Meinertzhagen     | Antwerpen | België    |
| ?-1977    | Francis Biddaer        | Luik      | België    |
| 1977-1991 | Marie-Anne Bastin      | Brussel   | België    |
| 1991-1995 | Manfred Kraemer        | Keulen    | Duitsland |
| 1995-2000 | Bernard Van Parijs     | Brussel   | België    |
| 2000-2004 | Maite Mascaro-Miralles | Barcelona | Spanje    |
| 2004-2008 | Jan Swinnen            | Antwerpen | België    |
| 2008-2010 | Pauliina Tenhunen      | Helsinki  | Finland   |

## Commissies
Het wetenschappelijk werk van AIJA gebeurt onder leiding van 21 commissies:
- Mensenrechten, procedurele rechten en verantwoordelijkheden
- Technologie, media en intellectuele eigendomsrechten
- Internationaal handelsrecht
- Toekomst van het beroep
- Private cliënten
- Procedure
- Belastingsrecht
- Internationale arbitrage
- Europees recht
- Transportrecht
- Bankrecht, financiewezen en waardepapieren
- Corporate acquisition en joint ventures
- Faillissementsrecht
- Milieurecht
- Distributierecht
- Arbeidsrecht
- Commerciële fraude
- Mededingingsrecht
- Telecommunicatie en energie
- Bedrijfsjuristen
- Onroerend goed

## Activiteiten
AIJA organiseert jaarlijks een congres, twee conferenties (in mei en november), en 10 tot 20 seminars. Lokale en/of regionale afdelingen van AIJA organiseren ook pure networking events voor hun leden.

## Publicaties
- In samenwerking met Kluwer Law International geeft AIJA de AIJA Law Library uit.
- AIJA publiceert eveneens de working papers van haar seminaries en van de werksessies van haar congressen.
- Op trimestriële basis verspreidt AIJA tevens een E-zette onder haar leden.